# Arendal (localitate)
Arendal este o localitate din comuna Arendal și Grimstad, provincia Aust-Agder, Norvegia, cu o suprafață de 30,21 km² și o populație de 41.703 locuitori (2013).